# Vila de Prada
La Vila de Prada és el nucli primigeni de la vila d'aquest nom, a la comarca nord-catalana del Conflent.
És al bell mig de la vila actual, a l'antiga cellera, al voltant de l'església de Sant Pere de Prada i del seu cementiri (actual Plaça de la República). L'urbanisme mostra encara avui dia clarament el traçat de la vila antiga.

## Història
La vila de Prada és documentada des de l'any 843, quan Carles el Calb la donà a Sunifred I d'Urgell i de Cerdanya. Abans de cinc anys després el comte la donava a l'abadia de Santa Maria de la Grassa. El 865, però, aquesta donació entrà en litigi, atès que va ser impugnada pel comte Salomó, successor de Sunifred. En un judici celebrat al Castell de Sant Esteve de Pomers, es va donar la raó als arguments adduïts per l'abat de la Grassa, que va presentar la carta de donació, que incloïa la vila de Prada, el lloc de Mata i totes les esglésies dels seus termes. El 878, però, els fills de Sunifred I, Sesenanda, Sunifred, Guifré, Radulf i Miró, complementaven la donació incloent-hi un alou que era dels seus pares, també a Prada, que incloïa l'església de Sant Salvador. La pertinença a la Grassa va continuar fins a l'amy 1588.

## La vila fortificada
Resseguint la cellera primigènia, es conserven alguns elements de la fortificació romànica primitiva, mentre que d'altres han estat engolits per les cases que s'hi construïren, i ara per ara no es poden veure. Els que són visibles en els mateixos murs de l'església són als costats est i sud de l'església, com una torre o bestorre a l'absis de la capella del Santíssim Sagrament, al Rerevall, ara avinguda (Allée) d'Aragó; hi enllaça un gran fragment de muralla.
D'altres elements són al costat sud de la Plaça de la República, o de Sant Pere, a la casa Roca, on hi ha el bar Chez Jeannot. En aquest cas, és una torre d'uns 7 metres d'alçada, sense cap obertura, obrada amb còdols lligats amb força morter, que en alguns trams presenten una forma d'opus spicatum mal fet, acompanyada d'un fragment del llenç de les muralles.
Estan documentats diversos portals de la vila murada, actualment desapareguts: el Portal de l'Anglada, a la sortida cap a Perpinyà, el de la Rua, a la de Vilafranca de Conflent, el del Cim de l'Escola, al sud-est de la vila vella, i el de Montserrat, a la sortida cap a Catllà.